# Sinyar
Sinyar o Sinjar (en kurdo: شنگال, romanizado: Şingal, en árabe: سنجار‎, romanizado: Sinjār, en sorani: شنگال, en siríaco: ܫܝܓܪ, romanizado: Šiggar) es una ciudad de la gobernación de Nínive al noroeste de Irak a cinco kilómetros al sur de las montañas de Sinyar, cerca de la frontera con Siria.

## Historia
El importante templo de Chermera (que significa ‘40 hombres’) se encuentra en el pico más alto de las montañas de Sinyar. Un enorme montículo y muro al noreste de Siria conocido como Tell Hamoukar indican la existencia de una civilización urbana que se remonta por lo menos al 4000 a. C. El valle de Sinyar pertenecía a la cultura Ubaid del Norte. En la llanura de Sinyar, donde está localizado el Tell Hamoukar se han localizado civilizaciones que han existido muchos siglos antes (Hassuna, Halaf o Ubaid). Se han encontrado más de 200 sitios arqueológicos.
Algunas fuentes mencionan la ciudad como el lugar del martirio del santo cristiano Abd-al-Masih. Ibn al-Akfani que escribió un tratado sobre La selección de tesoros con piedras preciosas nació en Sinyar en 1286.
Las escenas iniciales de la película de 1973 El exorcista fueron filmadas en Sinyar.

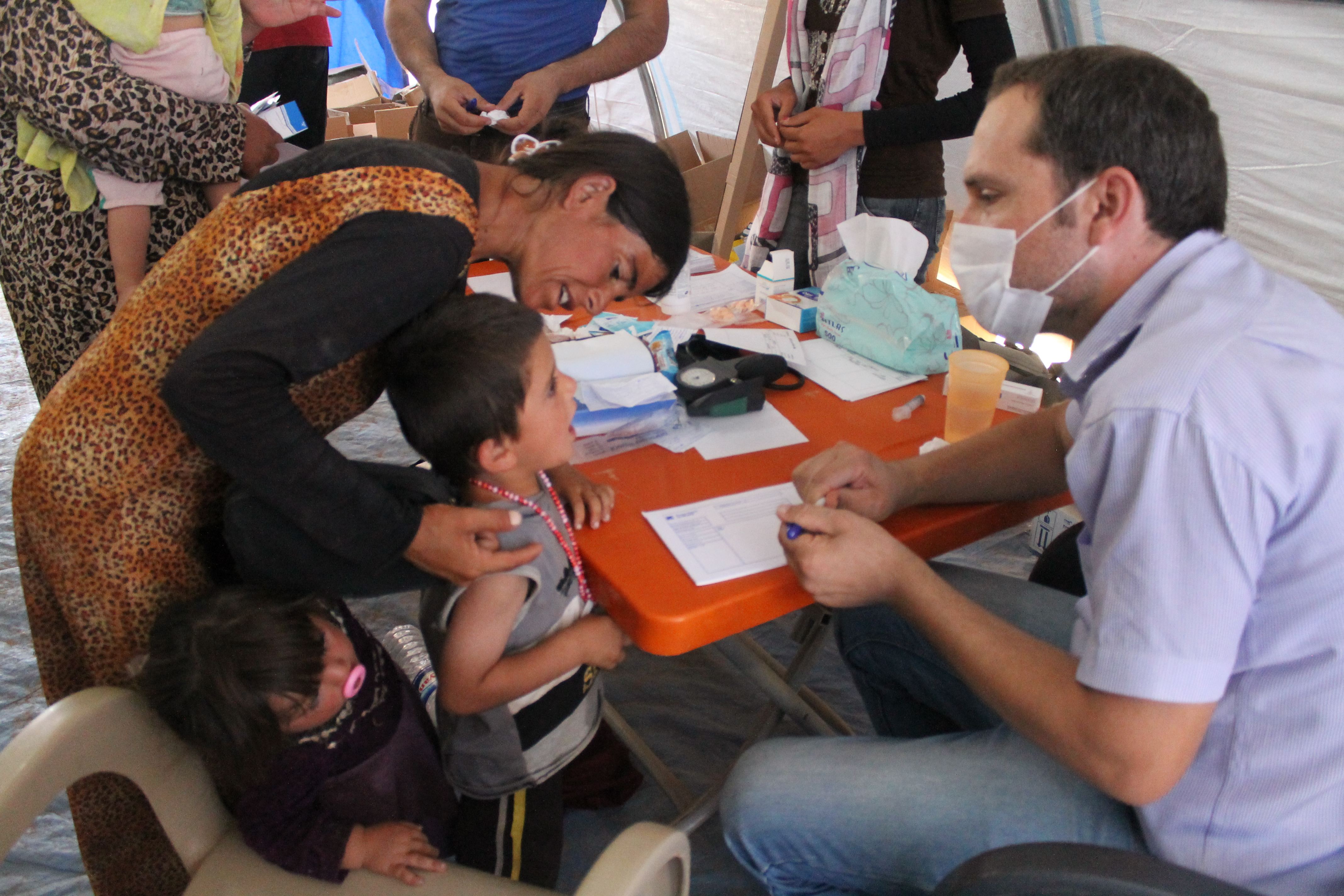
Mujer yazidí con su hijo huyen de Sinyar ante el avance de Estado Islámico, siendo atendidos en un campo de refugiados al norte de Siria.

En agosto de 2014, se produjo la batalla de Sinyar entre los militantes suníes del grupo terrorista Estado Islámico y los peshmerga kurdos, dando lugar a un éxodo masivo de residentes, especialmente de la comunidad yazidí, que está considerada por Estado Islámico como "adoradores del diablo", después de que los peshmerga fueran derrotados. Subsecuente a este hecho el Estado islámico lanzó una contraofensiva y produjo la Masacre de Sinyar.
El 13 de noviembre de 2015 los soldados kurdos peshmergas, junto a la coalición internacional liderada por EE.UU, lanzaron otra ofensiva relámpago a gran escala sobre la ciudad de Sinyar, llamada Operación Furia de Melek Taus, en la cual participaron las milicias yazidíes de la Alianza de Sinyar. El ataque fue lanzado desde tres frentes –norte, este y oeste– en diferentes momentos. Primero, el ataque fue llevado a cabo desde el norte, junto a la ladera de las montañas de Sinyar, con fuerzas de infantería. En la zona del este, decenas de combatientes pudieron infiltrarse en los barrios orientales de la ciudad. Finalmente, desde el oeste, otra fuerza logró alcanzar el centro de la ciudad, en medio del estallido de violentos enfrentamientos en los barrios residenciales siendo liberada totalmente del grupo terrorista Estado Islámico, los cuales abandonaron la ciudad huyendo entre las colinas vecinas de la ciudad. Sinyar, situada cerca de la frontera siria, era una localidad clave para los yihadistas porque bordea una carretera utilizada por el ISIS para hacer circular hombres y material entre sus bastiones de Mosul en Irak y Raqqa en Siria.
El diario New York Times informó que "Estado Islámico ejecutó a decenas de hombres yazidíes y mantuvo vivas a las esposas de los muertos para entregarlas a los combatientes yihadistas solteros".

## Demografía
| Gráfica de evolución de Sinyar entre 1965 y 2014 |
|                                                  |

La ciudad tenía 23 023 habitantes en 2013. La ciudad está habitada principalmente por kurdos de religión yazidí con minorías de credos árabe sunitas y asirias.

## Galería

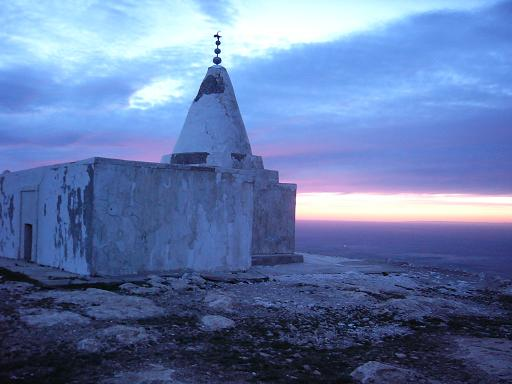
Templo jazidí
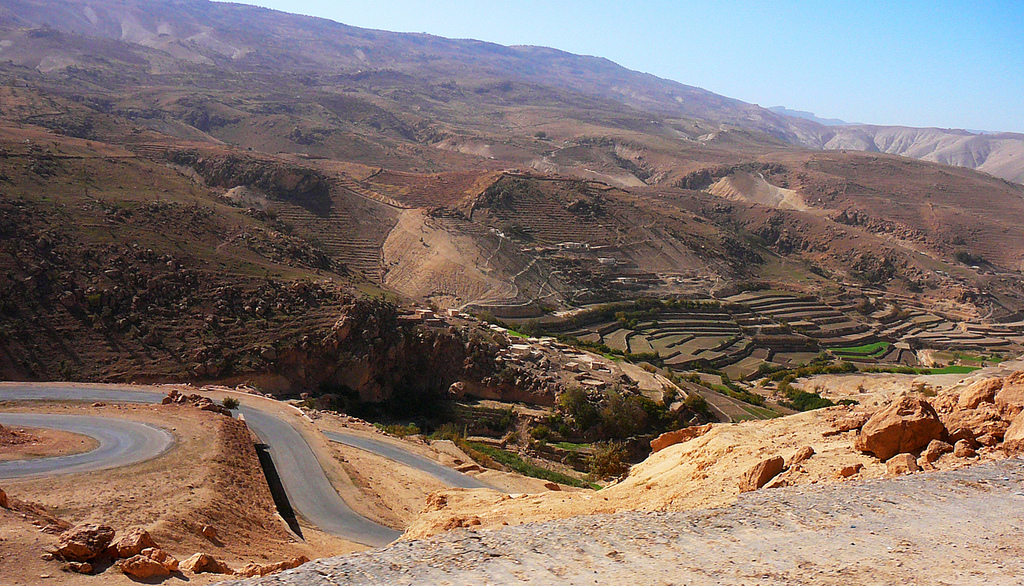
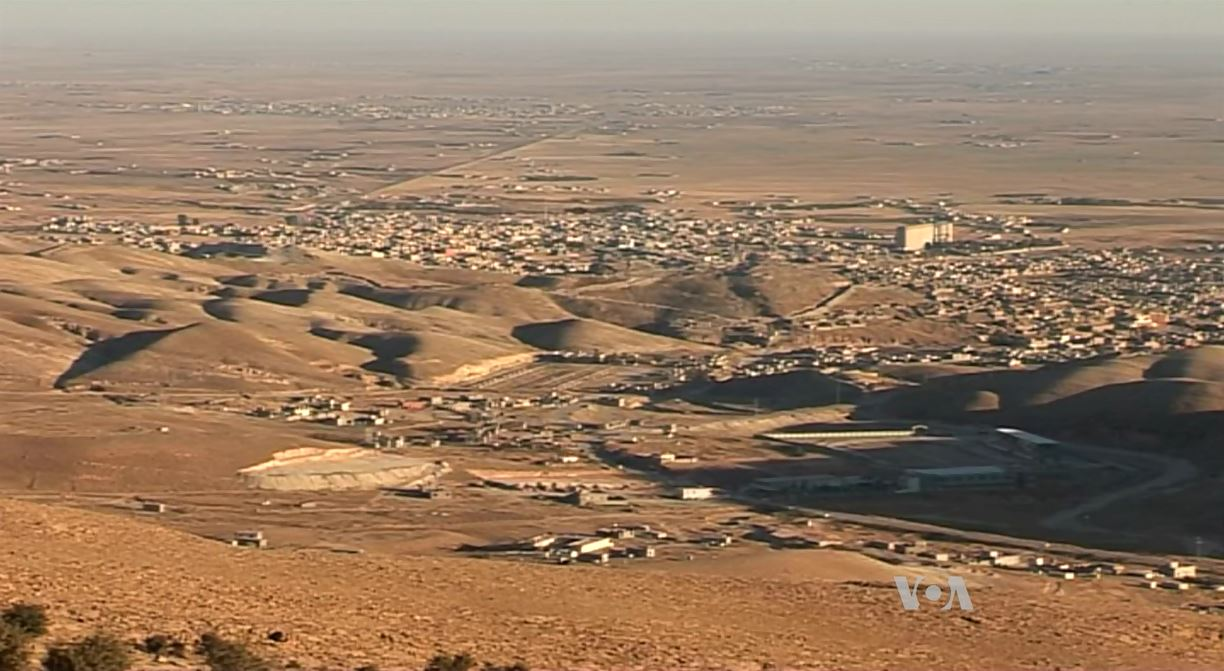
Sinjar
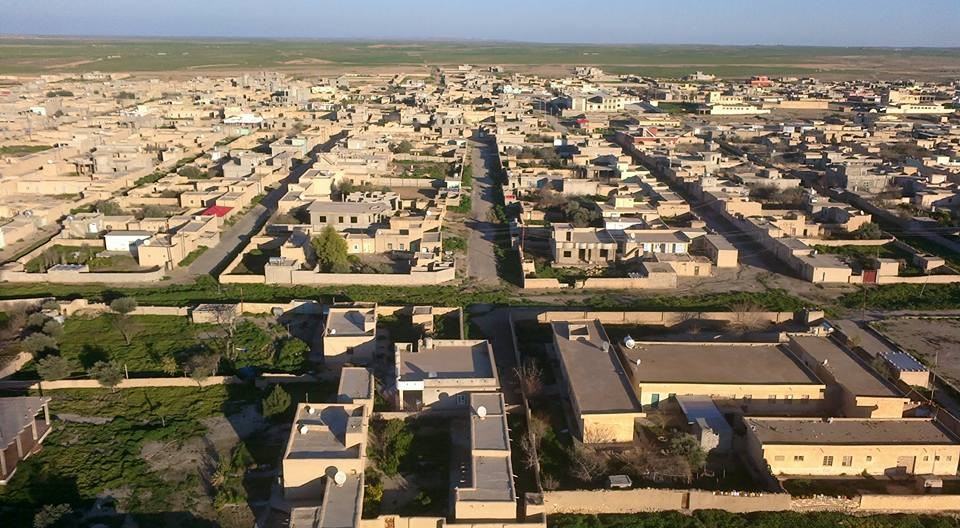
Complejo residencial Kohbel - Şingal